# Ralph G. Brooks
Ralph Gilmour Brooks, född 6 juli 1898 i Eustis, Nebraska, död 9 september 1960 i Lincoln, Nebraska, var en amerikansk demokratisk politiker. Han var Nebraskas guvernör från 1959 fram till sin död.
Brooks studerade vid Nebraska Wesleyan University och University of Nebraska. Han arbetade som lärare i Nebraska och Iowa.
Brooks efterträdde 1959 Victor Emanuel Anderson som Nebraskas guvernör. Året därpå avled han i ämbetet och gravsattes på begravningsplatsen Lincoln Memorial Park.